# SUMMARY
SUMMARY（サマリー）は、日本の舞台作品。企画・構成・総合演出はジャニー喜多川。

## 概要
「SUMMARY」とは日本語で「要約」という意味があり、その意味の通り、現在までのジャニーズ事務所の歴史を披露する舞台。
「世代を超えていつまでも子供たちが楽しめるイベントにしたい」というジャニー喜多川の意向で、夏休み期間中に開催されている。2011年に東京ドームと、初の地方公演を京セラドーム大阪にて決行。

## 公演概要

### SUMMARY 2004
- 出演：NEWS[※ 1]、KAT-TUN、Ya-Ya-yah[1]、Kis-My-Ft.[4]、Question?[5]、他ジャニーズJr.
- 公演期間：2004年8月8日 - 8月29日、全35公演（本公演19公演+追加公演16公演[2]）
- 会場：原宿新ビッグトップ[6]

正式名称は『Johnnys Theater"SUMMARY"of Johnnys World』。総勢100人のジャニーズJr.が出演し、360度の会場内全面スクリーンやリフターを駆使したステージで、青い衣装のNEWS（錦戸亮、内博貴を抜いた6人）と赤い衣装のKAT-TUNのメンバー計12人がステージ中央で手をつなぎ、200本の噴水が高さ8メートルに立ち昇る中を輪になってフライングしたり、初代ジャニーズからタッキー&翼までの先輩の映像をバックに、ジャニーズ事務所42年の歴史を振り返るヒット曲のメドレーを披露。計35公演で12万3000人を動員し、コンサート史上最多の一斉フライングが話題となった。

### SUMMARY 2005
- 出演：NEWS[※ 2]、Ya-Ya-yah[10]
- 公演期間
  - NEWS：2005年7月26日 - 7月28日、8月30日 - 9月4日[10]、全27公演（本公演22公演+追加公演5公演）[11]
  - Ya-Ya-yah：2005年7月29日 - 7月31日[10]、8月29日[要出典]、全15公演[要出典]（本公演9公演[11]+追加公演3公演+再追加公演1公演[要出典]）
- 会場：品川プリンス ステラボール[※ 3]

正式名称は『Johnnys Theater"SダUイMジMェAスRトY2005"』。製作費は前回と同じく12億円。公演はグループ別で、NEWSは“スポーツ”をテーマに、Ya-Ya-yahは“芝居”をテーマに公演を行い、Kis-My-Ft2、J.J.ExpressらジャニーズJr.総勢150人も出演した。

### SUMMARY 2008
- 出演：Hey! Say! JUMP[14]、ジャニーズJr.[14]（A.B.C.、Kis-My-Ft2、Question?、TOP3、山下翔央、森本慎太郎ら[15]）、B.A.D.[15]、中山優馬[15] 他。
- 公演期間：2008年8月2日 - 8月31日（本公演・30公演）[14]、8月29日（特別公演・2公演）[16]、9月1日 - 9月5日[17]（再追加公演・5公演[18]）全37公演[18]
- 会場：東京 お台場青海J地区特設会場Johnnys Theater[※ 4]

正式名称は『サマーなら歌って踊けて JohnnYs SUMMARY 2008』。JohnnysのYが大文字で表記されている。総製作費は15億円で、お台場の約1万5000平方メートルの敷地に直径60メートル・高さ30メートルの円形ドーム型の会場（約3300人収容）が作られた。ステージでは24トンの水を使用して高さ11メールまで上がる噴水の演出や、Hey!Say!JUMPの当時のメンバー10人による約16メートルの高さでのフライングなどが披露された他、“7 VS BEST”のテーマに沿って2つの軍が様々な技で勝負したり、中山優馬が主人公となって世界各国を回るというストーリーでショーが展開され、総勢約200人が出演した。B.A.D.の中間淳太は初日の8月2日初回公演のオープニングで足をひねり、右足くるぶしとかかとの間の骨の剥離骨折で1か月の重傷であると診断されたが、「迷惑はかけられない」と当初からの予定通り、8月10日までの11ステージをテーピングをしながら出演した。
本公演のチケットは即日完売し、元々は休演日だった8月29日に2公演の追加特別公演が決定。また、ファンへの感謝、そして五輪にちなんでタイトルを「金SHOW」としたこの特別公演の場で9月1日 - 5日の再追加（アンコール）公演と、A.B.Cに橋本良亮が加入してA.B.C-Zが結成されることが発表された。全37公演で12万4000人を動員。

### SUMMARY 2010
- 出演：Hey! Say! JUMP、ジャニーズJr.[21]
- 公演期間：2010年7月19日 - 8月29日、全56公演[22]（50公演+6公演追加公演）[21]
- 会場：JCBホール（東京ドームシティ内）[21]

JCBホールになぞらえ、会場は「Johnnys' Circus Boys Hall」というサーカス会場に、Hey! Say! JUMPのメンバーも「Johnnys' Circus Boys」（ジャニーズ・サーカス・ボーイズ）と銘打ってサーカス団員に変身。水30トンを使用し、高さ15メートルまで噴き上げる水の中で全員でフライングをしたり、山田と有岡は距離15メートルの綱渡りをしたりした。知念は2か月前にメキシコ人のプロに指導を受けて空中ブランコを10日程で習得し、地上10メートルで命綱なしで披露した。全56公演で14万人を動員。

### SUMMARY 2011
追加公演として『Hey! Say! JUMP さよなら夏休み！ SUMMARYスペシャル』と題して京セラドーム大阪と東京ドームでも公演が行われた。
SUMMARY 2011
- 出演者：Hey!Say!JUMP、ジャニーズJr.（岸優太、神宮寺勇太、輪島大生 他）
- 公演期間:2011年8月7日 - 9月11日、全45公演
- 会場：TOKYO DOME CITY HALL（旧JCBホール）

オープニングではHey!Say!JUMPのメンバーとジャニーズJr.合計20人が横1列に並び、Vの字になったり波を作ったりするフライングからスタート。その後、「水の国」「森の国」「鏡の国」「火の国」といったファンタジックな世界を旅する中で、山田がカーペットでフライングをしたり、中島と知念がフライングしながらジャグリングをしたり、犬が伊野尾や岡本の合図でフリスビーやダブルダッチを披露したりした。その後はニューヨークに舞台を移し、新曲「Magic Power」をダンス班とバンド班のW構成で披露。有岡が弁慶、山田が牛若丸を演じ、弁慶が刀狩りの果てにニューヨークに辿り着く設定で、高さ3.5メートル・全長30メートルの綱渡りや空中ブランコも披露された。

Hey! Say! JUMP さよなら夏休み！ SUMMARYスペシャル
- 出演者：Hey! Say! JUMP、ジャニーズJr.
  - 〈第1弾〉スペシャルゲスト：中山優馬、藤ヶ谷太輔、玉森裕太
  - 〈第2弾〉スペシャルゲスト：Kis-My-Ft2全員

- 公演期間・会場：2011年9月18日、京セラドーム大阪 / 9月24日・25日、東京ドーム

出演者総数は350人＋犬9匹という東京ドーム史上最大となり、15万5000人の観客を動員。恒例の水の演出の中、Hey! Say! JUMPのメンバーが30メートルの高さでバルーンを使って円になるフライング、山田と有岡が綱渡り、知念が30メートルの高さからのバンジージャンプなどアクロバットな技を披露した。

### Johnny's Dome Theatre 〜SUMMARY〜
今までのSUMMARYとは違い、「Johnny's Dome Theatre」のサブタイトルとして「〜SUMMARY〜」と表記されている。また、“Theater”ではなく、“Theatre”である。
A.B.C-Z公演
- 出演：A.B.C-Z / ジャニーズJr.
- 公演期間・会場：2012年8月6日 - 19日、TOKYO DOME CITY HALL（全20公演） / 8月29日 - 9月1日、中日劇場（全7公演）

Sexy Zone公演
- 出演：Sexy Zone / ジャニーズJr.（高田翔ら）
- 公演期間・会場：2012年8月11日 - 15日、梅田芸術劇場メインホール（全11公演） / 8月21日 - 9月2日、TOKYO DOME CITY HALL（全21公演）

ジャニーズJr.公演
- 出演：ジャニーズJr.（森本慎太郎、松村北斗、髙地優吾、田中樹、ルイス・ジェシー、京本大我 他）
- 公演期間・会場：2012年9月8日・9日、TOKYO DOME CITY HALL（全3公演）

内博貴 with Question?公演
- 出演：内博貴 with Question?
- 公演期間・会場：2012年9月8日・9日、TOKYO DOME CITY HALL（全2公演）

## 作品
SUMMARY of Johnnys world Digest（2004年11月）
2004年8月23日に行なわれた公演のダイジェスト版で、写真集とDVDがセットになった商品。公式携帯サイト「Johnny's web」にて限定販売された。
SUMMARY of Johnnys world（2005年4月20日）
先に発売されたダイジェスト版の公演内容を完全収録したもの。
SUMMARY2010（2011年1月12日発売）JABA-5079
2010年8月25日に行なわれた公演を収録。Hey! Say! JUMPのコンサートDVDの扱いである。
SUMMARY 2011 in DOME（2012年3月7日発売）JABA-5094〜5095
2011年9月25日に行なわれた東京ドーム最終公演を収録。Hey! Say! JUMPのコンサートDVDの扱いである。Hey! Say! JUMPと ジャニーズJr. のみ収録されている。
Johnny's Dome Theater〜SUMMARY2012〜 A.B.C-Z（2013年1月16日発売）Blu-ray：PCXP-50200　DVD：PCBP-52228
2012年8月18日に行われたA.B.C-Z公演を収録。
Johnny's Dome Theatre〜SUMMARY2012〜 Sexy Zone（2013年2月13日発売）Blu-ray：PCXP-50120　DVD：PCBP-52240
2012年8月に行われたSexy Zone公演を収録。